# Hypsibema missouriensis
Hypsibema missouriensis (originalmente Neosaurus missouriensis, primeiramente renomeado de Parrosaurus missouriensis, também escrito Hypsibema missouriense) é uma espécie de dinossauro herbívoro do género Hypsibema, e dinossauro estatal do estado americano do Missouri. Um dos poucos dinossauros oficiais do estado, os ossos da espécie foram descobertos em 1942, no que mais tarde ficou conhecido como Chronister Dinosaur Site perto de Glen Allen, Missouri. Os restos mortais do Hypsibema missouriensis encontrados no local, que marcou a primeira descoberta conhecida de restos de dinossauros no Missouri, são os únicos que já foram encontrados. Embora inicialmente considerado um sauropoda, estudos posteriores determinaram que era um hadrosauridae, ou dinossauro "bico de pato", cujos focinhos se assemelham a um bico de um pato. Alguns dos ossos das espécies encontrados no Chronister Dinosaur Site estão alojados na Instituição Smithsoniana em Washington, D.C..

## Descoberta

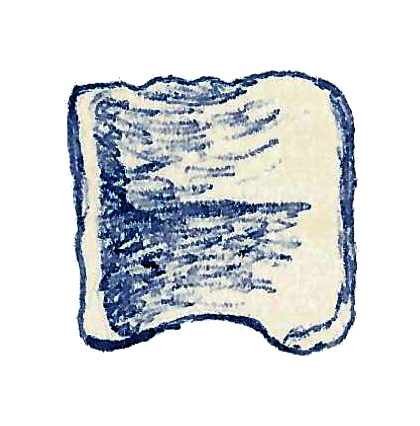
Vértebras

Restos de Hypsibema missouriensis foram descobertos pela primeira vez em Bollinger County, Missouri, por membros da família Chronister, enquanto cavavam uma cisterna, e foram posteriormente coletados por Stewart, posteriormente apelidado de "Dinossauro Dan". Em 1942, Stewart, do Missouri Geological Survey, estava examinando argila perto de Glen Allen quando encontrou um menino que o levou até a família no trabalho de escavação. De acordo com Stewart, a proprietária Lulu Chronister encontrou vários ossos "incomuns" enquanto cavava e os salvou. Eles foram encontrados a cerca 2,4 metros nas profundezas do poço dos Chronisters, que tinha uma profundidade total de 7,3 metros, "embutido em uma argila de plástico preta." Stewart relatou sua descoberta ao Smithsonian Institution, que comprou os restos - treze vértebras da cauda de um dinossauro - do Chronister por 50 dólares, que mais tarde foi usado para comprar uma vaca. Dois outros ossos, de tipo desconhecido, também foram recuperados do local, enquanto uma vértebra adicional havia sido dada por Lulu Chronister a um amigo. No Smithsonian, os ossos foram analisados, mas a espécie de onde se originaram foi identificada incorretamente.
O local onde os ossos foram encontrados permaneceu praticamente intocado pelos paleontólogos até cerca de 1990, quando as escavações foram reiniciadas. Restos de outros dinossauros, peixes, tartarugas e plantas também foram encontrados, incluindo dentes pertencentes a um membro do Tyrannosauroidea. Fragmentos ósseos de um dromeossauro também foram descobertos nesta área. Outras partes de H. missouriensis, incluindo restos dentários e parte de uma mandíbula, também foram encontradas. A variedade de remanescentes faunísticos encontrados no local do Chronister sugere que um grande corpo de água já existiu perto da área.

### Geologia do local de escavação
Guy Darrough, um paleontólogo de St. Louis, Missouri, atualmente trabalhando no local da escavação, disse que foi "quase um milagre" que ossos de dinossauros foram encontrados no Missouri, porque o solo mole do estado resultou na deterioração da maioria dos restos pré-históricos. No entanto, alguns dos restos encontrados foram danificados pela erosão e outros processos. Embora grande parte do Missouri esteja sobre rochas das eras Paleozóica ou Pré-Cambriano, o local do Chronister está situado sobre a rocha Mesozóica. Stewart, que encontrou os ossos após ser designado para estudar as origens da argila na porção sudeste do Ozarks, foi capaz de concluir que parte da região se encontra sobre depósitos do período Cretáceo Superior, embora muito dos sedimentos desse período corroeu.
A família Chronister cavou o poço (que acabou abandonando depois que não foi possível fornecer água suficiente) a sudoeste de sua casa de fazenda, sobre um corpo de calcário. A casa da fazenda ficava perto do fundo de um vale íngreme, sobre os restos de um terraço. A camada de argila em que os ossos foram encontrados foi descrita por Stewart como tendo 2,7 metros de espessura, situado abaixo de 2,1 metros de argila marrom-amarelada e cascalho na superfície, e acima de uma densa massa de calcário. Interpretações anteriores do local concluíram que o local era um depósito menor de argila em um sumidouro; entretanto, táxons aquáticos recuperados do depósito, como a tartaruga Trionyx, sugerem um ambiente lacustre de planície costeira.
| Clado          | Ordem         | Família         | Gênero       | Espécies      |
| -------------- | ------------- | --------------- | ------------ | ------------- |
| Chondrichthyes | Hybodontoidea | Hybodontidae    | Lissodus     | sp.           |
| Chondrichthyes | Batoidea      | desconhecida    | desconhecido | desconhecida  |
| Osteichthyes   | Semionotoidea | Lepisosteidae   | Lepisosteus  | sp.           |
| Osteichthyes   | Amioidea      | Amiidae         | Platacodon   | nanus         |
| Reptilia       | Chelonia      | Dermatemydidae  | Naomichelys  | speciosa      |
| Reptilia       | Chelonia      | Trionychidae    | Trionyx      | sp.           |
| Reptilia       | Crocodylia    | Crocodylidae    | Leidyosuchus | sp.           |
| Reptilia       | Saurischia    | Ornithomimidae  | desconhecido | desconhecida  |
| Reptilia       | Saurischia    | Tyrannosauridae | desconhecido | desconhecida  |
| Reptilia       | Saurischia    | Dromaeosauridae | desconhecido | desconhecida  |
| Reptilia       | Ornithischia  | Hadrosauridae   | Hypsibema    | missouriensis |

### Identificação
Gilmore, no Smithsonian, junto com Stewart, descreveu pela primeira vez a espécie como um saurópode na edição de janeiro de 1945 do Journal of Paleontology, uma classificação feita por engano e sem evidências positivas. Gilmore apenas considerou a espécie um saurópode por processo de eliminação; quando ele ficou com as possibilidades de Hadrosauridae e Sauropoda, ele descartou o primeiro, dizendo: "O centro mais alongado do espécime Chronister, com a possível exceção de Hypsibema crassicauda Cope, e a presença de facetas em divisa apenas na extremidade posterior aparecem o suficiente para mostrar que esses centros vertebrais não pertencem a um membro dos Hadrosauridae."
A espécie, inicialmente chamada de Neosaurus missouriensis, foi renomeada para Parrosaurus missouriensis mais tarde naquele ano por Gilmore e Stewart porque o nome "Neosaurus" era preocupante. No entanto, Gilmore morreu logo depois, e os ossos permaneceram intocados por várias décadas.
Parrosaurus missouriensis foi novamente transferido em 1979, para o gênero Hypsibema, desta vez por Donald Baird e John R. Horner. No final dos anos 1970, Bruce L. Stinchcomb, um geólogo, viajou para o local do Chronister depois de ler sobre o relatório de Gilmore nos anos 1950. Ele foi capaz de comprar a propriedade de um membro da família Chronister, e na década de 1980, escavações de teste foram realizadas por Stinchcomb, David Parris e Barbara Grandstaff, levando-os a concluir que H. missouriensis era na verdade um hadrossauro do que um saurópode. Thomas Holtz sugeriu voltar ao Parrosaurus para esta espécie. Em 2018, alguns paleontólogos decidiram que o Parrosaurus era de fato um gênero válido de dinossauro.

### Novos fósseis
Em 2011, restos de um jovem Parrosaurus foram encontrados pelo paleontólogo Guy Darrough em um local não revelado. Em 2016 e 2017, quatro novos espécimes de Hypsibema missouriensis foram encontrados. Foram escavados por ele e pela equipe do Museu Field de História Natural, como Peter Makovicky, antes de os fósseis adultos irem para o Museu Field, enquanto os fósseis jovens foram para o Sainte Genevieve Museum Learning Center em Ste. Genevieve, onde Darrough trabalha como curador, onde uma nova exposição será exibida.

## Características

Comparação do tamanho

A espécie é estimada em ter cerca de 1.000 dentes pequenos, pesando entre 2,7 a 3,6 toneladas (por volta ou tanto a um elefante dos dias de hoje), tinha 3 metros de altura dos pés às costas e se estende por cerca de 9,1 a 10,7 metros da cabeça à cauda. H. missouriensis viveu no que hoje é o sudeste do Missouri durante a era Campaniano do período Cretáceo Superior. Não era uma espécie carnívora, seus dentes eram mais serrilhados do que outros hadrossauros, um indicador de que a vegetação do Missouri na época era muito áspera ou resistente.
O paleontólogo Charles Whitney Gilmore e o geólogo Dan R. Stewart descreveram as vértebras caudais recuperadas do Missouri em um relatório do Journal of Paleontology de 1945, escrevendo: "Caudal vertebrae amphicoelus; vértebra mais longa do que larga; extremidades com áreas centrais côncavas decoradas com cristas radiantes e depressões rodeadas por uma borda periférica achatada; facetas em chevron apenas nas extremidades posteriores." Dos treze ossos da cauda de adultos, doze pareciam ser consecutivos e a menor vértebra tinha 69 milímetros de comprimento.

## Designação de dinossauro do estado
Em 21 de janeiro de 2004, um projeto de lei foi apresentado na Câmara dos Representantes do Missouri pelos Representantes Estaduais Rod Jetton e Jason Crowell. Jetton havia proposto originalmente o hadrossauro como o dinossauro do estado, mas não foi específico o suficiente, então o Comitê de Conservação e Recursos Naturais da Câmara decidiu em Hypsibema missouriensis. O projeto foi então enviado à 92ª Assembleia Geral do Missouri. Foi aprovada na Câmara dos Representantes do Missouri em 8 de março de 2004 com uma votação de 147–4, no Senado do Missouri em 14 de maio de 2004 com uma votação de 34–0 e foi aprovada pelo então governador Bob Holden em 9 de julho de 2004. O projeto de lei, House Bill 1209, entrou em vigor em 28 de agosto de 2004. Missouri se tornou o sexto estado dos EUA a ter designado um dinossauro oficial do estado, seguindo Colorado, Maryland, Nova Jersey, Texas e Wyoming, bem como o Distrito de Columbia.

## Impacto local
Em 2005, representantes de empresas do condado de Bollinger e funcionários do governo local se reuniram em um esforço para gerar mais receita e criaram uma campanha de turismo centrada em dinossauros. Algumas empresas contribuíram para a criação de um outdoor ao longo da Interestadual 55 que anunciaria "Bollinger County, Home of the Missouri Dinosaur". O Museu de História Natural do Condado de Bollinger, que exibe alguns dos ossos encontrados, disse que sua exposição sobre a espécie atraiu turistas de outras partes dos Estados Unidos, e o museu diz a designação de H. missouriensis já que o dinossauro do estado resultou em uma triplicação de visitantes.
Em março de 2008, a construção de um modelo em tamanho real de um H. missouriensis foi concluída e colocada em exibição no museu. Jetton, então presidente da Câmara dos Representantes do Missouri, patrocinou um jantar para os legisladores estaduais para comemorar a conclusão da exposição em 7 de março de 2008. O projeto de dois anos foi dirigido por Darrough, que também foi responsável pelas escavações no local de escavação de Chronister, e é a única exposição permanente do museu a apresentar a espécie. Na abertura da exposição, Jetton mencionou que esperava que o local da escavação se tornasse parte de um parque estadual um dia. Atualmente, a escavação está sendo conduzida pelo Missouri Ozark Dinosaur Project. O local foi coberto para evitar que a água flua sobre o material de escavação. O local de escavação Chronister perto de Glen Allen, atualmente sob propriedade privada de Stinchcomb, é o único local no Missouri onde ossos de dinossauros foram encontrados, além de um tarso encontrado em Perryville.